# Livermore (Kalifornija)
Livermore je grad u američkoj saveznoj državi Kalifornija. Prema popisu stanovništva iz 2010. u njemu je živjelo 80.968 stanovnika.